# サッカーリエカ代表
サッカーリエカ代表（サッカーリエカだいひょう）は、リエカ自由市サッカー連盟により編成されるクロアチア・リエカのサッカーのナショナル選抜チームである。リエカ代表は国でないため、FIFA及び、UEFAに加盟できない。よってワールドカップ、EUROに参加できず、他のチームとの対戦も、国際Aマッチとは認められない。
2006年3月25日にNF-Boardの準会員に加盟したが、2014年1月現在、ナショナルチームとの対外試合を1戦も行っていない。ただし、クロアチアのサッカークラブ・NK Dedalと2008年10月3日に親善試合を行い、7-4で勝利している。
選手は、HNKリエカなどリエカ及びクロアチアのチームから選抜されている。 